# Vercelli

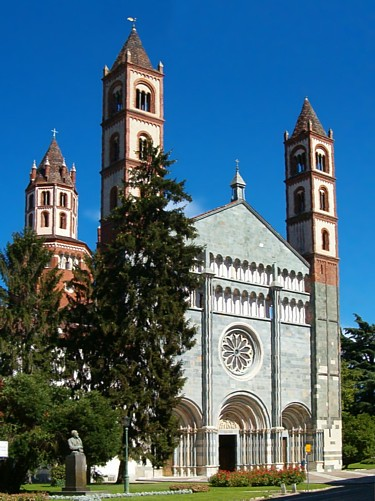
Basilica Sant'Andre.

Vercelli är en stad och kommun i provinsen Vercelli i regionen Piemonte, Italien. Kommunen hade 46 181 invånare (2017). Staden grundades 49 f.Kr. Vercelli gränsar till kommunerna Asigliano Vercellese, Borgo Vercelli, Caresanablot, Desana, Lignana, Olcenengo, Palestro, Prarolo, Salasco, Sali Vercellese, San Germano Vercellese, Villata, Vinzaglio och Quinto Vercellese.